# Radio Uskoplje
Radio Uskoplje je bila radio postaja koja je svoj program emitirala od 10. travnja 1993. do 12. listopada 2001. godine.
Program se mogao ćuti na prostoru općina Uskoplje i Bugojno, te djelu ramske općine. Neke od najslušanijih emisija bile su: Zastave i releji, Linija fronte, Živjeti u Uskoplju, Vox populi, Santa Mahala, Super Andrija, serija razgovora s Titom... Tijekom 1993. i dijelom u 1994. godini granice čujnosti postaja je proširila još dalje.
Hrvatska radijska postaja Radio Uskoplje proradila je ratnih godina. Osnovana je odlukom Općinskog Hrvatskoga vijeća obrane, a uz novčanu potporu tvrtke TOM d.d. Uskoplje. Istog je dana proradila muslimanska radijska postaja Gornji Vakuf koja je bila slabe čujnosti, lošeg programa, obilovala je vrijeđanjima i bila je neusporedivo niske razine u odnosu na Radio Uskoplje. Radio Uskoplje za vrijeme hrvatsko-muslimanskog sukoba bio je na glasu kao kvalitetan i tolerantan. Nikad nije bilo kojim pogrdnim imenom nazvao muslimane, a jedini put kad je izgovorena pogrdna riječ bila je u čitanju tuđeg teksta. 
Priznanje kvaliteti Radio Uskoplja dao je UNPROFOR iz Ujedinjenog Kraljevstva i Španjolske. Unproforci su prepoznali profesionalnost Radio Uskoplja te su u njemu snimali svoje emisije za gotovo cijelo područje FBiH. Nasuprot tome, unproforci su Radio Gornji Vakuf i njegove djelatnike javno nazivali invalidima medijskog rata. 
Emisije Radio Uskoplja reemitirale su i druge postaje, Radio Zenica, Radio Sarajevo i Radio Tuzla i postaje po Herceg-Bosni. Neke postaje u Republici Hrvatskoj kao Radio Split reemitirale su pojedine emisije Radio Uskoplja.
Hrvati koji su vrijeme okupacije proveli u Bugojnu mislili su kako im je govorila i muslimanska propaganda, da se Radio Uskoplje nalazi negdje u Rami i emitira od tamo. Bugojanskim Hrvatima bio je jedino svjetlo u tami. Poslije rata Radio Uskoplje postao je žrtva lokalne politike. 
Odlukom Centralne regulatorne agencije (CRA) od 12. listopada 2001. zabranjeno je emitiranje programa i rad, jer navodno nije zadovoljavala minimum uvjeta za dobivanje dugoročne dozvole za emitiranje, što nije odgovaralo istini. Da bi postaja opstala, skupina uskopaljskih poduzetnika bila je pripravna financirati nastavak rada, no zbog nekih osoba u tadašnjoj uskopaljskoj vlasti nije imao sluha za ovaj slučaj zbog uskih interesa. Radio Uskoplju dogodilo se isto što i Skopaljskom vjesniku, Hrvatskom domu i dr.
Oprema postaje ostala je u prostorijama Radio Uskoplja nakon što je ugašen. Kružile su informacije da je dio uređaja završio u drugoj hrvatskoj postaji u središnjoj Bosni zbog interesa lokalnih političara. 